# 로만쿠스
로만쿠스(학명: Lomankus edgecombei 로만쿠스 에드게콤베이[*])는 뉴욕주에 있는 프랭크포트 셰일  내의오르도비스기 후기 비처 삼엽충층(Beecher's Trilobite Bed)에서 발견된 대협류)의 일종이다. 단계통으로 로만쿠스속의 유일한 종으로 Parry et al., 2024가 기재한 것이다. 현재 레안코일리아목 레안코일리아과에 속해 있으며 이 무리 중 출현 연대가 가장 늦다. 레안코일리아과의 구성종은 대협지에 길다란 채찍 형태의 구조물이 달려 있는 것이 특징이며 감각기 또는 포획기 용도로 쓰였을 것이다.
로만쿠스는 화석 기록상 가장 연대가 가장 늦은 대협류임이 확실하며 캄브리아기 이후의 지층에서 유일하게 발견되는 구성종에 해당되기도 하므로 중요하다. 캄브리아기 이후의 여러 절지동물 중, 특히 에날릭테르과를 대협강의 구성원으로 제안시켰지만, 여러 논문들에 의해 이들 분류에 대한 논란이 제기되었다. 오르도비스기 지층에서 확실한 대형 생물의 발견은 캄브리아기-오르도비스기 멸종이 한때 제안된 것만큼 심각하지 않았다는 이론에 더 많은 증거를 추가하며, 후기 고생대 지층에서 '캄브리아기 유형의 생물'이 없는 것은 오히려 화석적 편향의 결과이다. 이 종은 대개 레안코일리아과에서 발견되는 대협지에 긴 내돌기가 없는 것처럼 보이기 때문에 다른 거대동물과 구별된다. 편모를 가진 말단이 없거나 적어도 퇴화가 심해 편모가 대협지의 지절에 직접 달라붙어 있는 것처럼 보인다. 이는 이들이 레안코일리아과의 다른 구성종들의 대협지가 주로 맡던 포획기 역할에 비해 이 종에서의 경우 감각기 역할을 수행했음을 보여준다. 또 다른 차이점은 눈이 없다는 점인데, 이는 다른 레안코일리아과에서 잘 발달된 눈이 달린 것을 흔히 볼 수 있다는 점과는 대조적이다. 이 종은 또한 발견된 대협류 중에서 가장 긴 꼬리마디를 가지고 있으며, 매우 길쭉한 채찍 구조를 띤다. 로만쿠스는 서식 환경이 산소가 결핍된 것으로 여겨지기 때문에 퇴적물섭식자로 살았을 가능성이 크다.

## 뒷배경

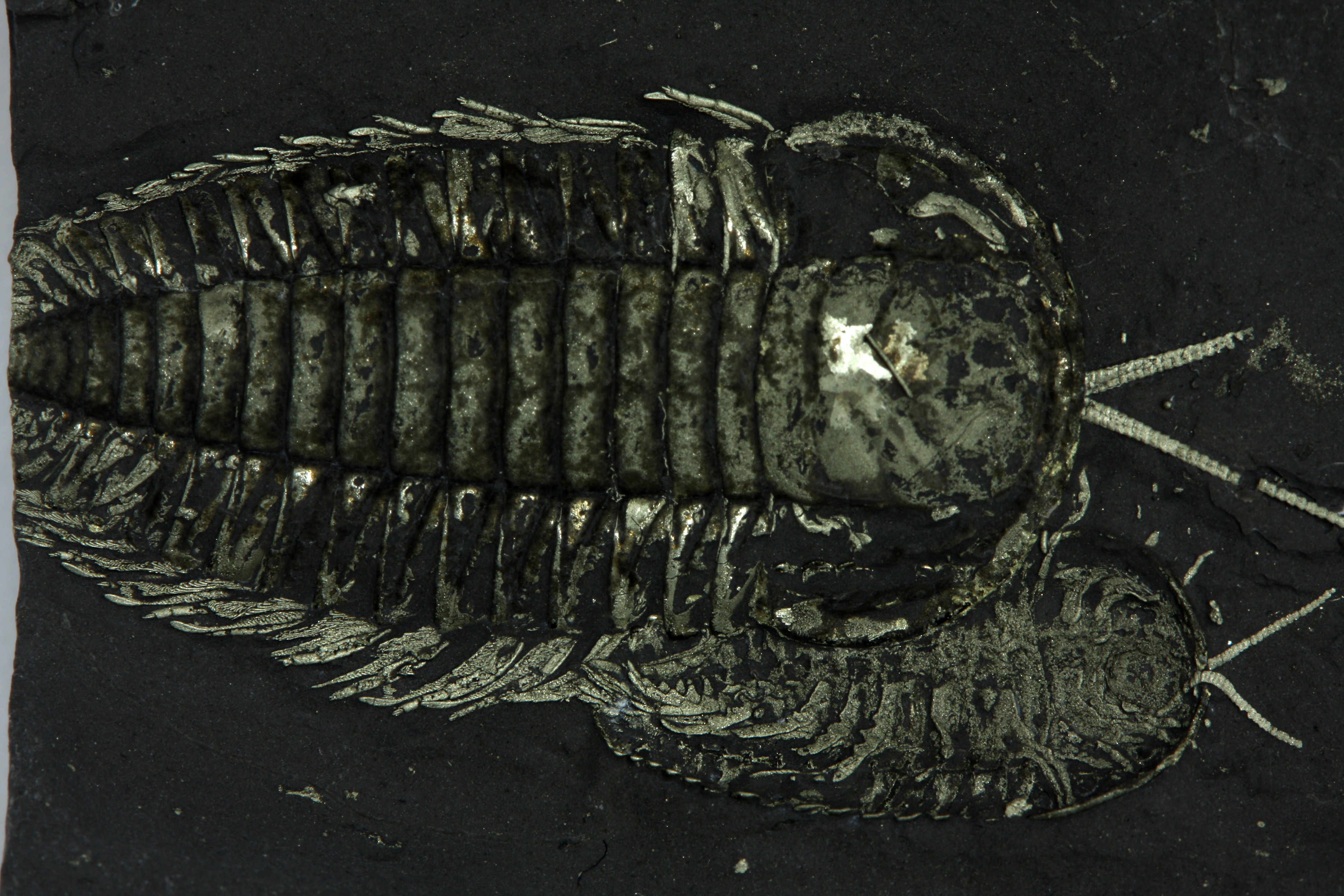
비처 삼엽충 지층만의 특색있는 황철석 보존 방식을 보여주는 트리아르트루스 삼엽충의 화석 표본.

뉴욕 오나이다군 안에 위치한 프랭크포트 셰일의 비처 삼엽충층(Beecher's Trilobite Bed)은 오르도비스기 후기 케이티절에 해당하는 콘서바트-라거슈테테(Konservat-Lagerstätte) 화석 산지이다. 찰스 에머슨 비처(Charles Emerson Beecher)가 1892년에 최초로 이 산지를 발견하였으나 1904년 그의 사후로 이 장소는 잊혀지게 되었다. 그 후, 삼엽충 지층에 대한 대부분의 연구는 공립 수장고 내에 소장된 이전의 발굴 표본들을 대상으로 수행되었다. 그러나 삼엽충층은 1984년 화석 수집가 톰 E. 와이틀리(Tom E. Whiteley)와 댄 쿠퍼(Dan Cooper)가 다시 발견하였으며, 이후 예일 피바디 박물관에서 보호 관리 중에 있다. 그 산지 자체는 클리블랜드 글렌에 위치한 작은 채석장 내에 있으며, 미세 입자가 있는 심해 퇴적층 사이와 화석화된 굴이 있는 이암층 윗부분에서 발견된다. 화석이 섞인 암석층의 두께는 약 40mm이며, 대부분의 층에서 발견되는 화석들이 일직선상으로 일치해 있기 때문에 강한 해류로 인해 퇴적되었을 가능성이 높다. 이 지층은 고농도의 철과 저농도의 유기탄소 및 황으로 구성되어 있다. 삼엽충층은 연체 부위를 황철석으로 대체하여 화석이 반짝이는 금과 같은 모양을 띠는 예외 보존 방식으로 가장 잘 알려져 있다. 이 산지에서 또 다르게 주목할 만한 점은 수백 점의 잘 보존된 다양한 삼엽충 속의 화석들로, 보통은 남아있지 않는 보기 드문 부속지들을 보존하고 있다. 그러나 필석, 완족류, 앵무조개, 패충류 및 다양한 미명명 속 등의 생물 집단도 밝혀져 있다.

## 발견 및 명명
2004년 대규모 발굴 이후 삼엽충층에서 발굴 작업을 통해 비교적 최근에 로만쿠스에 속하는 화석 표본이 발견되었다. 이 발견은 비처 삼엽충층이 산지의 재발견 후에도 여전히 발견되지 않은 여러 화석을 보유하고 있음을 보여준다. 이 속은 예일 피바디 박물관에서 수집한 다섯 점의 표본을 분석한  Parry et al., 2024이 알맞게 기재했다. 로만쿠스의 홀로타입 표본은 YPM IP 256612로 분류되며, 대협류의 아랫면이 보이는 배쪽 방향의 화석이다. YPM IP 236743과 YPM IP 516237 등 다른 표본들의 경우 로만쿠스의 옆모습을 담은 상태로 보존되어 있다.
속명 로만쿠스(Lomankus)는 그리스어로 '테두리'를 뜻하는 '로마'(loma)와 '계곡'을 뜻하는 '안코스'(ankos)의 조어이며, 절지동물 진화의 더 나은 이해에 크게 이바지한 그레고리 엣지콤(Gregory Edgecombe)이라는 인물을 가리키는 것이다. 종소명 에드게콤베이(edgecombei)도 마찬가지로 그레고리 엣지콤의 성씨에서 따온 것이다.

## 특징

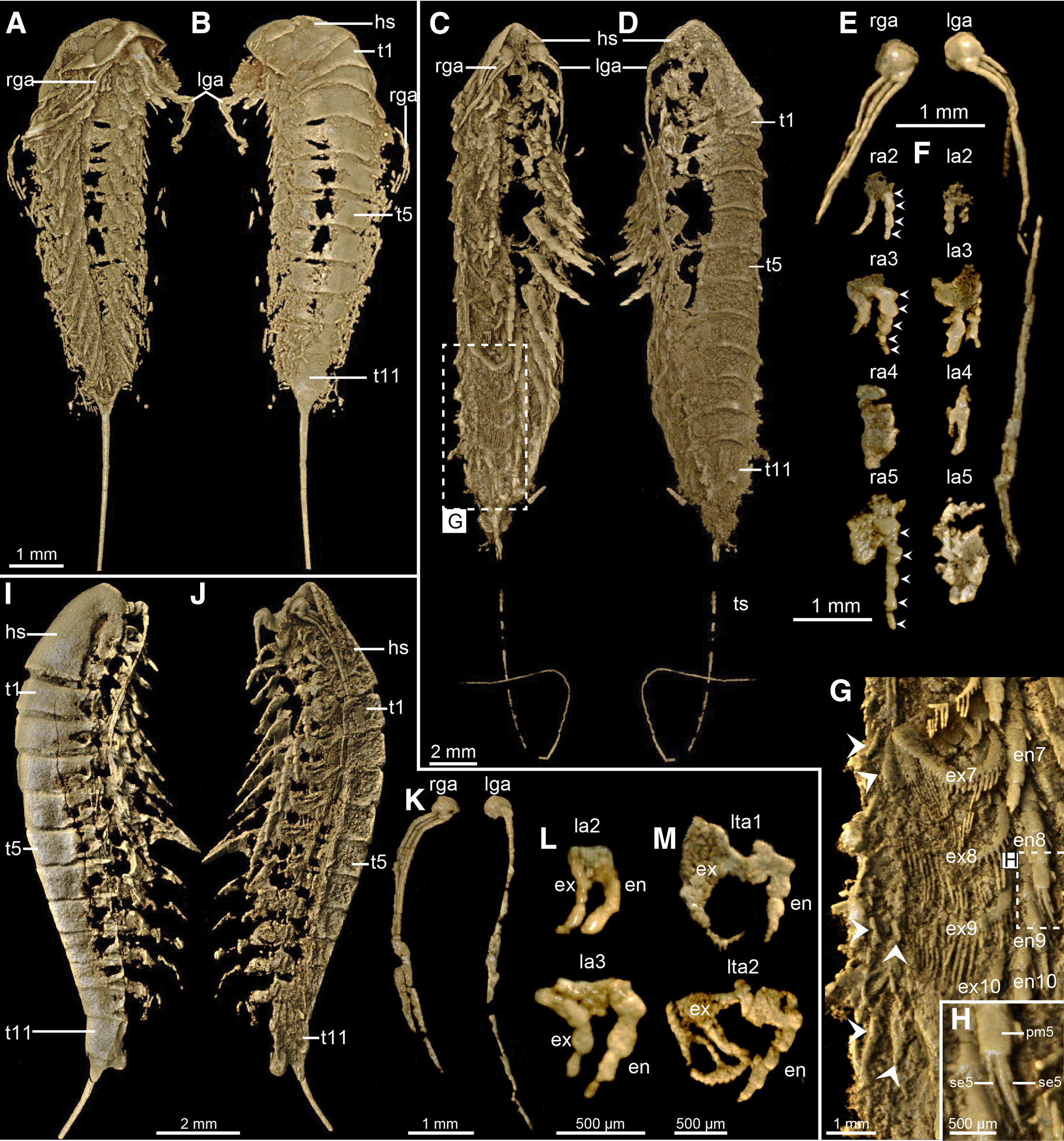
RTI 화상으로 촬영한 로만쿠스의 여러 표본들

비교적 몸집이 작은 절지동물로 끝편모까지 포함해 전체 몸길이는 8~20mm 정도이다. 머리는 거의 세모꼴이며 한 쌍의 대협지가 있고 4쌍의 이분지가 달린다. 눈 부위는 머리에 있지만 눈이 존재한다는 증거가 부족하다. 또한 입 앞쪽으로 놓인 잘 발달한 아랫판이 존재해 이런 특징을 가진 유일한 레안코일리아류이기도 하다. 대협지는 대협지에는 어떤 종류의 내돌기도 없는 것처럼 보이며, 긴 편모가 가락마디에 직접 붙어있는 것처럼 보인다. 이것은 이아우니크와 레안코일리아 등의 다른 레안코일리아과에서 흔히 볼 수 있는 긴 내돌기와 대조된다. 최소 세 개의 주 편모가 가락마디를 가지고 있으며, 첫 번째 편모가 가장 크고 나머지 두 편모는 길이와 너비가 급격히 줄어든다. 다른 네 쌍의 머리다리는 체간 부위에 있는 것보다 작으며, 최대 네 개의 가락마디, 여러 쌍의 가지, 그리고 많은 수의 아가미판과 센털이 난 노 모양의 겉다리로 이루어져 있다. 이 대협류의 체간은 약 11개의 뚜렷한 등판으로 이루어져 있으며, 폭과 길이가 뒤로 갈수록 점차 줄어들고 뚜렷한 옆판이 없는 것으로 보인다. 체간다리도 몸 뒤로 갈수록 크기가 점차 줄어들며, 약 다섯 개의 서로 다른 지절, 끝발톱, 그리고 크기가 늘어나다가 네 번째 다리에서 크기가 점차 줄어드는 겉다리로 이루어져 있다. 꼬리마디는 길쭉한 삼각형 모양이며, 전체 몸길이를 넘어가는 매우 길쭉한 채찍 구조물이 끝에 달려 있다. 이는 대개 가시가 많은 작은 꼬리마디를 가진 대부분의 다른 대협류들과 큰 차이가 있다. 비슷한 구조를 가진 것으로 알려진 다른 대협류로는 먼 친척인 탕글랑기아가 있지만,이 종의 꼬리마디는 로만쿠스의 것만큼 유연하지 않다.

## 계통 분류 및 중요성

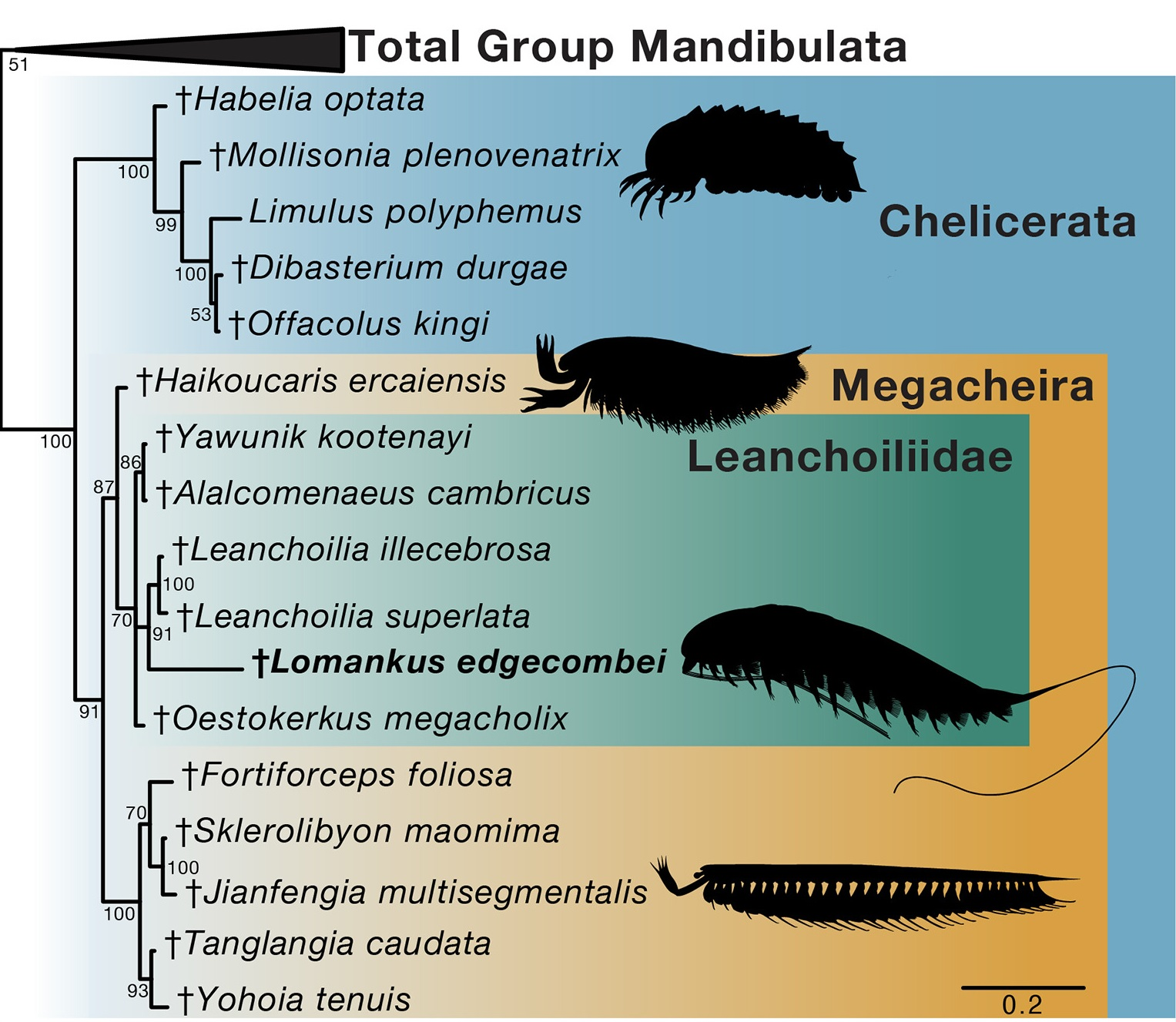
Parry et al., 2024이 밝혀낸 로만쿠스의 위치를 보여주는 베이즈 분기도

로만쿠스는 대협류로 알려진 절지동물로, 레안코일리아과에 속한다. 대협류는 대부분의 종들이 소유하고 있는 큰 대협지 한 쌍과 내돌기들을 가지고 있어 영어권에서 종종 구어체로 '대부속지 절지동물(great appendage arthropod)'이라고 불린다. 이 분류군의 다양한 속에서 전방 부속지에 발톱 같은 내돌기와 채찍 형태의 편모가 발견되는 등 형태상 다양한 모습을 보여준다. 대협강은 한 세기 이상 알려져 있었음에도 불구하고 1990년대 후반이 되서야 비로소 별개의 집단으로 인정받았다. 이들의 분류상 위치는 여전히 논쟁의 여지가 있으며, 일부 연구에서는 이들을 협각류의 줄기군 또는 중지동물의 줄기군으로 분류하기도 한다. Parry et al., 2024은 로만쿠스에 대해 여러 계통 분석을 수행했으며, 이들의 베이즈 분석을 지지했다. 그 결과 로만쿠스는 집단 내에서 상대적으로 파생된 위치를 차지하고 있었으며, 대부분의 분석에서는 이 분류군이 레안코일리아속과 자매군임을 시사했다.
로만쿠스의 발견은 대협강의 시간적 범위를 오르도비스기 후기로 확장시킬 뿐만 아니라 캄브리아기-오르도비스기 멸종이 한때 제안된 것만큼 심각하지 않았다는 이론에 더 많은 증거를 추가하기도 한다. 후기 고생대 지층에서 '캄브리아기 유형의 생물'이 발견되지 않은 것은 대신 화석생성 편향의 결과이다. 캄브리아기 이후의 여러 절지동물들, 예를 들어 Enalikter aphson와 Bundenbachiellus giganteus가 후기 대협류를 대표하는 것으로 제안되었지만, 다른 연구들에서 이 배치에 대한 논란이 제기되었다. 이 때문에 로만쿠스는 지금까지 기재된 것 중 가장 연대가 늦은 마지막 대협류에 해당하며, 독특한 해부 구조는 이 동물이 오르도비스기로 진화한 과정을 보여준다.

## 고순생물 및 고생태

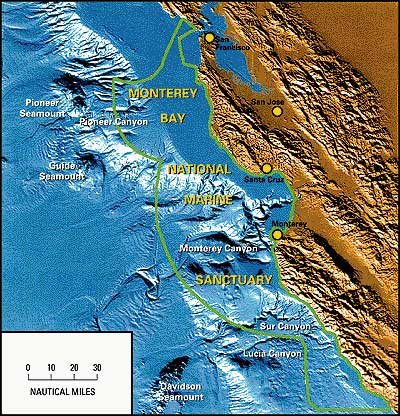
비처 삼엽충층은 캘리포니아 해안에서 발견되는 심해 분지와 비교된다.

로만쿠스는 여타 대협류에 비해 꼬리편모, 눈의 부재, 퇴화가 심한 내돌기 및 대협지 등 몇 가지 독특한 특성을 가지고 있다. 이 때문에 이 분류군은 아마도 캄브리아기의 친척들과 비교했을 때 매우 다른 생활 방식을 구가했을 것이다.Parry et al., 2024은 이 대협류가 퇴적물섭식성 생태지위를 차지했을 가능성이 높으며, 대협지의 편모가 다른 분류군의 포획기로의 역할과 달리 감각기로서 사용되었을 가능성이 크다고 제안한다. 이는 대협류가 방사치류와 같은 다른 계통들과 유사하게 캄브리아기에서 오르도비스기로 연대가 전환된 후의 다른 생태적 지위로 분화했을 가능성이 크다는 것을 나타낸다.
비처 삼엽충층의 생태계는 매우 깊은 물 속에서 이루어졌을 것이며, 캘리포니아 남부 해안의 밀폐된 분지에 서식하는 다양한 심해 동물들과 비교되어 왔다. 이 지역의 깊이에서는 크립톨리투스 삼엽충 등의 눈이 없는 동물들과 퇴적물섭식 및 부유섭식 생태 지위를 점유하는 것으로 알려진 대부분의 기타 분류군의 존재가 내비친다. 주변 퇴적물에 심해퇴적층이 존재한다는 사실은 이 이론에 증거를 더해준다. 이들은 종종 깊은 수역에 쌓이기 때문이다. 이런 생태계의 주요 식량 공급원은 바다눈과 얕은 곳에서 아래쪽으로 떠다니는 다양한 유기물이었을 것이다. 이러한 환경은 또한 혐기성이었을 것이며, 이는 생물이 저탁류를 통해 퇴적물에 묻히기 전에 죽음을 맞이하는 데 도움이 되었을 것이다. 당대의 동물들로는 다양한 삼엽충들과, 필석류, 완족류, 앵무조개류, 패충류, 해면, 태형동물, 환형동물, 엽하류, 이매패류, 극피동물이 있었다.